# Culcitaria afghanella
Culcitaria afghanella är en fjärilsart som beskrevs av Hans Georg Amsel 1970. Culcitaria afghanella ingår i släktet Culcitaria och familjen mott. Inga underarter finns listade i Catalogue of Life.